# NGC 2255
NGC 2255 è una vasta galassia a spirale  situata nella costellazione della Colomba, a una distanza di circa 337 milioni di anni luce dalla nostra Via Lattea.

## Scoperta
La galassia è stata scoperta il 2 febbraio 1835 dall'astronomo britannico John Herschel.

## Descrizione
NGC 2255 ha una classe di luminosità III e presenta una larga riga a 21 cm dell'idrogeno neutro.
Nella galassia sono presenti anche regioni di idrogeno ionizzato.
Alcuni siti la considerano una galassia a spirale barrata, ma nelle immagini non è visibile la presenza della barra. La galassia sembra meglio descritta come galassia a spirale intermedia.

## Supernova
Il 9 agosto 2014, all'interno di NGC 2255 è stata scoperta la supernova SN 2014cc dall'astronomo amatoriale Stu Parker dall'osservatorio BOSS (Backyard Observatory Supernova Search). La supernova è stata classificata di tipo Ia.